# Joanne Maria Pini
Joanne Maria Pini (Valsolda, 4 dicembre 1953) è un compositore italiano.

## Biografia

### L'attività compositiva
Compiuti gli studi classici, Joanne Maria Pini ha studiato Composizione con Alberto Soresina e Giacomo Manzoni, Musica elettronica con Angelo Paccagnini (frequentando anche lo Studio di Fonologia della Rai) e Strumentazione per banda con Ugo Turriani presso il Conservatorio di Milano.
Si è interessato a forme di multimedialità con le arti plastiche e figurative; tra queste:
- LOCUS, installazione realizzata con Gianni Robusti e Hsiao Chin, è stata presentata nella galleria milanese Cenobio-visualità e poi al Palazzo dei Diamanti di Ferrara nonché in Olanda (1985), nell'ambito di una manifestazione dedicata alla ricerca musicale;
- Uno spazio nel silenzio, installazione allestita in collaborazione con l'Istituto Danese di Cultura in Italia.

Sue composizioni sono state programmate presso: Venezia Opera Prima (Teatro La Fenice di Venezia), Rassegne di Nuova Musica (Macerata), Rondottanta, Piccolo Teatro di Milano, Conservatorio di Milano, Casa della Cultura di Milano, Rassegne Internazionali di Musica Contemporanea (Teatro Ghione, Roma), oltre che nell'ambito delle Stagioni sulla Nuova Musica Italiana a cura di Rai Radio Uno.
Numerose le esecuzioni dei suoi lavori anche all'estero (Stati Uniti, Messico, Paesi Bassi), nonché presso canali radiotelevisivi quali, tra gli altri, Rai Radio Tre, Radio France, Canale 5.
Nel 1990 ha composto le musiche originali per il film-documentario di Le tourbillon de la vie, finalista al 39° Film Festival Internazionale di Trento (1991) e al Film-Maker di Milano (1991).
Ha pubblicato per le Edizioni Edi-Pan di Roma, con le quali ha all'attivo anche incisioni con strumentisti come Stefano Scodanibbio e Pierre-Yves Artaud.

### Le altre attività
Joanne Maria Pini, a partire dal 1980, ha insegnato nei Conservatori di Genova, Rovigo, Como e Piacenza; dal 1999 è docente di Cultura Musicale Generale presso il Conservatorio di Milano, dove ha anche ricoperto il ruolo di responsabile delle tecnologie digitali.
Ha inoltre lavorato come traduttore specializzato di testi di argomento musicale dal francese per conto del Teatro alla Scala e della rivista Musica e Realtà edita dalle Edizioni Unicopli di Milano.
In anni recenti ha focalizzato i suoi studi sull'informatica applicata alla musica; il suo campo attuale di ricerca è l'Informatica Umanistico-Musicale.
Ha tradotto in italiano il sito di scrittura musicale di Micheil Baron.
È stato tra i membri del Comitato di programma della Conferenza GARR 2009 e delegato del Conservatorio di Milano per il Portale universitario milanese Archiviato il 19 dicembre 2008 in Internet Archive.. Impegnato come attivista per la tutela dei diritti in ambito digitale, è stato, inoltre, tra i primi membri del Gruppo NO1984. Dal 2009 è socio ISOC Italia.
Nel giugno 2009 ha fondato, insieme ad altri diciotto docenti di conservatorio, l'ADOC, associazione professionale "per la tutela dei diritti e la valorizzazione dell'esperienza e delle competenze dei docenti dei Conservatori di Musica e degli Istituti Musicali Pareggiati nel processo di trasformazione e transizione per la concreta realizzazione della Riforma". Nell'ambito dell'ADOC è attualmente membro della Giunta Nazionale.

## Polemiche
Il 29 settembre 2010 è stato protagonista di numerose polemiche per le sue dichiarazioni su Facebook, con le quali sosteneva la propria contrarietà all'ingresso dei bambini disabili nelle scuole, auspicando tra l'altro il ritorno all'uso della Rupe Tarpea, invocando la necessità di una selezione naturale come antidoto ad una "degenerazione genetica" attualmente in corso. Pini ha subito dichiarato che è stato male interpretato e in merito alla Rupe Tarpea questo "era solo un riferimento al mondo antico, quando i soggetti più deboli soccombevano".
Il 30 settembre 2010 il Conservatorio Giuseppe Verdi di Milano annuncia una indagine interna, mentre il ministro dell'Istruzione, Mariastella Gelmini dispone l'invio di ispettori. Il presidente del Conservatorio, Arnoldo Mosca Mondadori, dichiara alla stampa: "Non fa onore alla storia di questo istituto che lavora da sempre anche con i disabili, offre corsi per bimbi autistici, ha portato la musica nelle carceri e ora anche nei campi rom".
È un sostenitore delle teorie del complotto QAnon.

## Discografia
| Titolo              | Autori | Interpreti          | Anno | Etichetta            |
| ------------------- | --- | ------------------- | ---- | -------------------- |
| Stefano Scodanibbio | Tonino Tesei, Fernando Mencherini, Joanne Maria Pini, Arduino Gottardo, Fausto Razzi, Giancarlo Schiaffini                                  | Stefano Scodanibbio | 1987 | Edipan LP PRC S20-35 |
| Pierre-Yves Artaud  | Eric Tanguy, Giorgio Tedde, Marino Baratello, Marco Molteni, Massimo Priori, Luigi Guarnieri, Joanne Maria Pini, Italo Vescovo, Maria Finzi | Pierre-Yves Artaud  | 1992 | Edipan CD PAN 3034   |